# Pedro Pauleta
Pedro Miguel Carreiro Resendes OIH • ComM, mais conhecido como Pauleta (Ponta Delgada, 28 de abril de 1973) é um ex-jogador português de futebol, nascido no arquipélago dos Açores. Em agosto de 2010, três anos depois de se retirar oficialmente, Pauleta anunciou que regressaria aos relvados em setembro de 2010 para representar o Desportivo de S. Roque, clube local, onde nasceu, da Ilha de São Miguel, Açores.
Jogou durante vários anos na Selecção Portuguesa.
Pauleta tornou-se no primeiro internacional português a nunca ter jogado no campeonato português (Primeira divisão de Portugal) a representar a Selecção Portuguesa. Tornou-se o recordista histórico de golos pela selecção, ultrapassando a marca de 41 golos de Eusébio, a 12 de outubro de 2005 contra a Letónia. Ao todo, Pauleta anotou 47 golos pela seleção portuguesa, vindo a ser ultrapassado por Cristiano Ronaldo em 5 de março de 2014, quando o CR7 marcou dois golos num jogo de preparação para o Campeonato do Mundo de Futebol Brasil 2014. Representou as Quinas no UEFA Euro 2000, no Campeonato do Mundo de 2002, no UEFA Euro 2004 e no Campeonato do Mundo de 2006, na Alemanha.

## Carreira
O seu instinto goleador, combinado com um toque de bola habilidoso com ambos os pés, um impressionante jogo aéreo e excelente mobilidade compõem o seu cartão de visita. "Pauleta é um lutador, muito forte e completamente imprevisível", disse Vahid Halihodzic, seu treinador no Paris Saint-Germain.

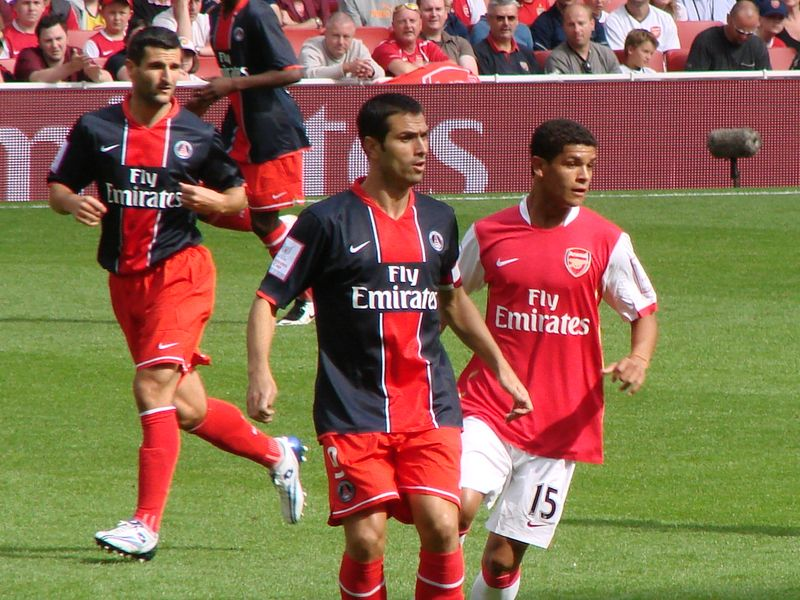
Pauleta (ao centro) é o quinto maior goleador da história do clube francês Paris Saint-Germain, com 109 gols marcados.

A estreia de Pauleta pela selecção portuguesa aconteceu em agosto de 1997, frente à Armênia, mas a titularidade só chegaria 18 meses depois, diante da Holanda. Pelo seu primeiro golo com a camisola das quinas, Pauleta teria de esperar ainda mais um mês. Foi num jogo frente ao Azerbaijão e o açoriano contribuiu com dois golos para a vitória de Portugal por 7–0. Revelando-se um jogador de equipa no Euro 2000, Pauleta foi um líder no Mundial de 2002, marcando por três vezes em igual número de jogos. Dois anos mais tarde, e apesar de apenas ter falhado apenas um dos encontros da fase final do torneio, Pauleta não marcou qualquer golo no Euro 2004, disputado em Portugal.
O primeiro clube com o qual Pauleta assinou um contrato profissional foi o Clube União Micaelense, onde alinhou por uma época, mudando-se depois para o Grupo Desportivo Estoril Praia, onde viria a apontar 19 golos.
Em 1996, os golos continuavam a fluir depois da transferência para a U.D. Salamanca. Pauleta voltou a marcar por 19 vezes, ajudando o clube a subir ao escalão máximo do futebol espanhol em 1998. Na época seguinte, o avançado adicionou mais 15 golos à conta pessoal.
Em 1998 a sua média de golos valeu-lhe a transferência para o Deportivo da Corunha. Pauleta esteve dois anos ao serviço da turma galega, apontando 33 golos em 92 jogos, incluindo oito em 12 jogos onde alinhou de início na época em que o "Depor" conquistou o seu primeiro título de campeão (1999/00).
Em 2000, Pauleta transfere-se para o Bordéus, estreando-se com um hat-trick diante do Nantes, em jogo que o Bordéus venceu por 5–0. No total, o açoriano apontou 65 golos na Ligue 1 em 98 jogos com a camisola do Bordéus e foi duas vezes eleito o futebolista do ano em França.
Na temporada 2003/04 ingressou no Paris Saint-Germain no início da época, assinando um contrato de três anos por um valor anunciado de 12 milhões de Euros. Pauleta ajudou os parisienses a conquistar o seu primeiro troféu em seis anos, ao apontar o único golo na final da Taça de França, diante do Châteauroux. No campeonato, o "ciclone dos Açores" (alcunha por que é conhecido) demonstrou a eficácia habitual, assinando 18 golos em 37 jogos, tendo o PSG terminado a época na segunda posição.
A 9 de junho de 2003 foi feito Comendador da Ordem do Mérito e a 5 de julho de 2004 foi feito Oficial da Ordem do Infante D. Henrique.
Em 2010, Pedro Pauleta foi eleito melhor jogador de sempre do PSG.
Em agosto de 2015 foi eleito o terceiro melhor jogador do século XXI em França, onde jogou 8 anos, numa votação do canal Eurosport.

## Reforma
No dia 29 de Junho de 2007 Pauleta anunciou oficialmente o final da sua carreira, em entrevista ao diário francês Le Parisien.

## Regresso
Em agosto de 2010 foi anunciado que Pauleta regressaria aos relvados para representar o Desportivo de S. Roque, clube local da Ilha de São Miguel, onde nasceu.

## Atualmente
Atualmente Pauleta é diretor das seleções nacionais de formação na FPF.
Também tem uma escola de formação em São Miguel.
Foi recentemente anunciado como diretor desportivo do SC Lusitânia da ilha Terceira.

## Títulos
Deportivo de La Coruña
- Campeonato Espanhol: 1999–00
- Supercopa da Espanha: 2000
- Troféu Ramón de Carranza: 1998
- Troféu Teresa Herrera: 1998, 2000

Bordeaux
- Copa da Liga Francesa: 2001–02

Paris Saint-Germain
- Copa da França: 2003–04, 2005-06
- Copa da Liga Francesa: 2007–08

### Prêmios individuais
- Melhor Jogador da Ligue 1: 2001–02, 2002–03
- Equipe ideal da Ligue 1: 2002–03, 2005–06
- Jogador do mês da Ligue 1: Outubro de 2003

### Artilharias
- La Liga 2: 1996–97 (19 gols)
- Ligue 1: 2001–02 (22 gols)
- Eliminatórias da Copa do Mundo FIFA de 2006 — Europa (11 gols)
- Ligue 1: 2005–06 (21 gols)
- Ligue 1: 2006–07 (15 gols)